# Vaux-sur-Poligny
Vaux-sur-Poligny ist eine ehemalige französische Gemeinde mit 82 Einwohnern (Stand: 1. Januar 2022) im Département Jura in der Region Bourgogne-Franche-Comté. Sie gehörte zum Arrondissement Dole. Die Bewohner werden Vauxois und Vauxoises genannt.
Der Erlass des Präfekten vom 4. Dezember 2024 legte mit Wirkung zum 1. Januar 2025 die Eingliederung von Vaux-sur-Poligny als Commune déléguée zusammen mit der früheren Gemeinde Poligny zur gleichnamigen Commune nouvelle Poligny fest.

## Geografie

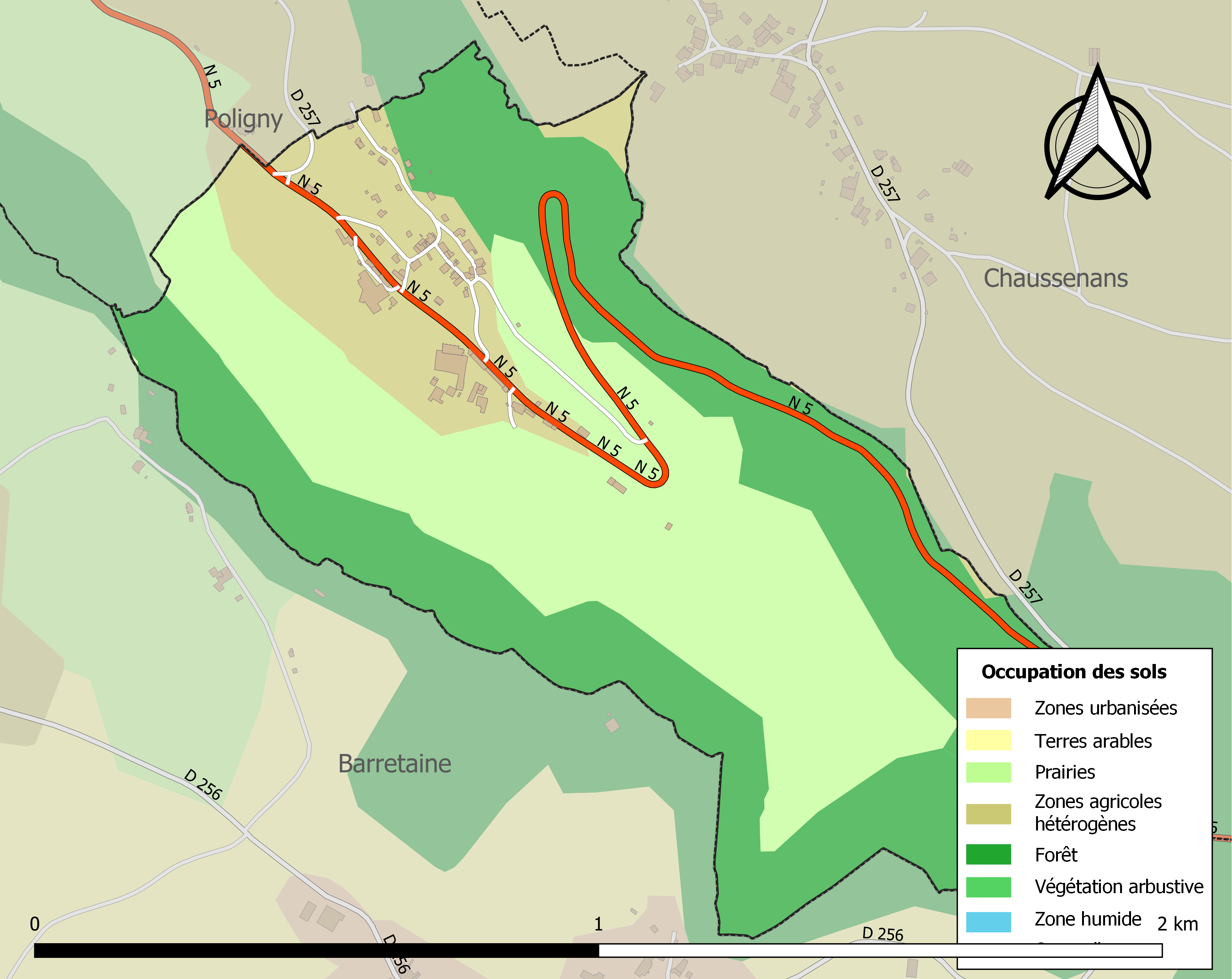
Bodennutzung, Hydrografie und Infrastruktur von Vaux-sur-Poligny (2018)

Vaux-sur-Poligny liegt auf etwa 405 m Höhe, südöstlich vom Ort Poligny, etwa 21 Kilometer nordöstlich von Lons-le-Saunier und etwa 34 Kilometer südsüdöstlich von Dole in der historischen Provinz der Franche-Comté.  Das Dorf erstreckt sich im Jura-Gebirge, in der Culée de Vaux, einem Erosionstal, das rund 150 m in den westlichen Teil des Plateau Lédonien (erstes Juraplateau) eingeschnitten ist und verschiedenenorts von markanten Felswänden gekrönt wird.
Das gesamte Ortsgebiet wird von der Culée de Vaux eingenommen, die einen Talboden von rund 200 m Breite besitzt und an der Oberkante ungefähr ein Kilometer Breite aufweist. Das Flüsschen Glantine entspringt am Talende und entwässert das Tal nach Westen zum Orain und damit zum Doubs. Die Taloberkante, entlang der die Ortsgrenze verläuft, wird durch mehr oder weniger hohe Kalkfelswände abgeschlossen. Mit 577 m wird hier die höchste Erhebung von Vaux-sur-Poligny erreicht.
Teile des Gebiets von Vaux-sur-Poligny gehören zur 240 Hektar großen ZNIEFF-Naturzone „Reculée de Vaux sur Poligny“ (430002181). Rund 50 % der Fläche von Vaux-sur-Poligny sind bewaldet, insbesondere entlang der Grenzen zur Nachbargemeinde Chaussenans im Nordosten und zur Nachbargemeinde Barretaine im Südwesten, rund 50 % werden landwirtschaftlich, vor allem als Weideland genutzt.
Umgeben wird Vaux-sur-Poligny von der Commune déléguée Poligny im Nordwesten sowie von den Nachbargemeinden Chaussenans im Osten und Barretaine im Süden.

## Geschichte
Im Talkessel von Vaux wurde im Jahr 1020 ein Cluniazenserpriorat gegründet. Der Ortsname geht auf das altfranzösische Wort vau oder vaul zurück, das ein schmales Tal bezeichnet. Das Kloster und die Siedlung, die sich im Lauf der Zeit daneben entwickelt hatte, wurden von Truppen des Königs Ludwig XI. um 1480 sowie erneut im Jahre 1638 zerstört. Zusammen mit der Franche-Comté gelangte Vaux mit dem Frieden von Nimwegen 1678 an Frankreich.

## Sehenswürdigkeiten
Die Klosterkirche und Konventsgebäude sind weitgehend erhalten. Die Kirche wurde im 13. Jahrhundert in gotischen Stilformen erbaut und im 19. Jahrhundert restauriert. Aus dem 17. Jahrhundert stammen die Konventsgebäude mit dem Kreuzgang und einem Renaissanceportal. Sie beherbergen heute eine Privatschule mit Internat (Collège Notre Dame de Vaux). Der Herrschaftssitz Schloss Vaux-sur-Poligny wurde im 19. Jahrhundert errichtet. Er ist seit 1998 in Teilen als Monument historique eingeschrieben.

## Bevölkerung
| Jahr                       | 1962 | 1968 | 1975 | 1982 | 1990 | 1999 | 2006 | 2013 | 2020 |
| Einwohner                  | 124  | 118  | 108  | 112  | 82   | 112  | 100  | 96   | 73   |
| Quellen: Cassini und INSEE |      |      |      |      |      |      |      |      |      |

Nachdem die Einwohnerzahl in der ersten Hälfte des 20. Jahrhunderts markant abgenommen hatte (1896 wurden noch 337 Personen gezählt), wurden seit Beginn der 1960er Jahre nur noch geringe Schwankungen verzeichnet. Seit 2013 hat tendenziell ein Bevölkerungsrückgang eingesetzt.